# RMS Homeric

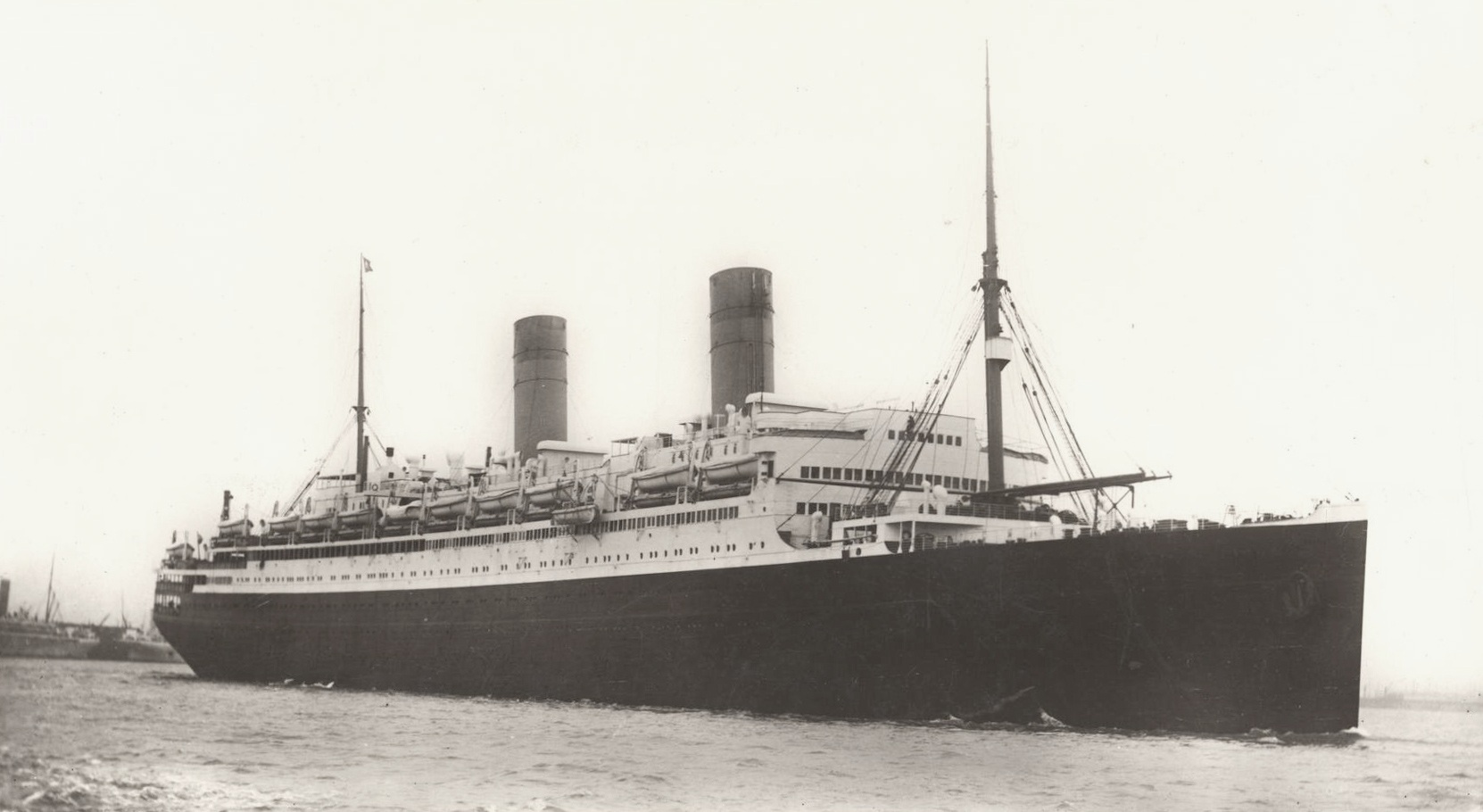
RMS Homeric (ca 1920)

RMS Homeric, som ursprungligen sjösattes som Columbus, var en oceanångare byggd för Norddeutscher Lloyd och sjösattes 1913 vid F. Schichau-varvet i Danzig, Tyskland (nu Gdańsk, Polen). Columbus överlämnades till Storbritannien 1919 som en del av det tyska krigsskadeståndet. Hon såldes till White Star Line 1920, som döpte henne till Homeric. Hennes systerskepp Hindenburg förblev i tysk ägo och döptes om till Columbus. Homeric drevs av White Star från 1922 till 1935.